# Melhores do Ano de 2005
O Melhores do Ano de 2005 foi a 10ª edição dos Melhores do Ano, prêmio entregue pela emissora de televisão brasileira TV Globo aos melhores artistas e produções da emissora referentes ao ano de 2005.
A grande vencedora foi a novela América, com 7 prêmios, um recorde até a data.

## Vencedores e indicados
Os vencedores estão em negrito.
| Melhor Ator | Melhor Atriz |
| --- | --- |
| - Caco Ciocler - (Ed em América) - Murilo Benício - (Tião em América) - Thiago Lacerda - (Alex em América)                                  | - Christiane Torloni - (Haydée em América) - Deborah Secco - (Sol em América) - Priscila Fantin - (Serena em Alma Gêmea)         |
| Melhor Ator Coadjuvante | Melhor Atriz Coadjuvante |
| - Matheus Nachtergaele - (Carreirinha em América) - Bruno Gagliasso - (Júnior em América) - Emílio Orciollo Netto - (Crispim em Alma Gêmea) | - Fernanda Souza - (Mirna em Alma Gêmea) - Camila Morgado - (Miss May em América) - Drica Moraes - (Olívia em Alma Gêmea)        |
| Melhor Ator Revelação | Melhor Atriz Revelação |
| - Aílton Graça - (Feitosa em América) - Sidney Sampaio - (Felipe em Alma Gêmea) - Duda Nagle - (Radar em América)                           | - Cléo Pires - (Lurdinha em América) - Carolina Oliveira - (Maria em Hoje É Dia de Maria) - Fernanda Lima - (Diana em Bang Bang) |
| Melhor Ator Mirim | Melhor Atriz Mirim |
| - Antônio Carlos Mussuzinho - (Farinha em América) - David Lucas - (Terê em Alma Gêmea) - Sérgio Malheiros - (Frank em Como uma Onda)       | - Bruna Marquezine - (Flô em América) - Marina Ruy Barbosa - (Sabina em Belíssima) - Cecília Dassi - (Mirella em Alma Gêmea)     |
| Música de Novela | Música do Ano |
| - "Uma Vez Mais", Ivo Pessoa (Alma Gêmea) - "Ai, Ai, Ai...", Vanessa da Mata (Belíssima) - "Os Amantes", Daniel (América)                   | - "Você Sempre Será", Marjorie Estiano - "Além do Horizonte", Jota Quest - "Barbie Girl", Kelly Key                              |
| Melhor Cantor | Melhor Cantora |
| - Fábio Júnior | - Pitty |
| Melhor Grupo ou Dupla | Melhor Banda |
| - Bruno e Marrone | - CPM 22 |
| Esportista do Ano | Destaque no Jornalista |
| - Robinho | - Fátima Bernardes |
| Revelação Musical | Melhor Humorista |
| - Banda Calypso | - Rodrigo Fagundes - (Zorra Total)                                                                                               |

### Prêmios especiais
| Troféu Mário Lago |
| ----------------- |
| - Tony Ramos      |

## Novelas mais premiadas
| Novela     | Número de prêmios |
| ---------- | ----------------- |
| América    | 7                 |
| Alma Gêmea | 2                 |